# 情報通信技術委員会
一般社団法人 情報通信技術委員会（じょうほうつうしんぎじゅついいんかい、The Telecommunication Technology Committee）は、情報通信ネットワークに係る日本国内標準を作成している業界団体である。

## 概要
1985年の電気通信事業法の施行により市場原理が導入された電気通信分野の一層の活性化に資するため、電気通信全般に関する標準化と標準の普及を行う標準化機関として1985年10月に社団法人電信電話技術委員会として設立された。以前は総務省所管の社団法人だったが、公益法人制度改革に伴い、2011年4月1日に一般社団法人に移行。
その後、情報通信技術の発展に伴い標準化活動の対象が拡大したことから、2002年6月に事業内容を変更するとともに現名称となった。通称はTTC。

## 組織
- 所在地    ：東京都港区芝公園1-1-12　芝公園電気ビル
- 設立年月日：1985年10月25日

## 歴史
- 1985年10月：社団法人電信電話技術委員会設立
- 1987年4月：初のTTC標準決定
- 1992年7月：CCITT（現、ITU-T）勧告に基づく国内標準作成機関として郵政省（現、総務省）が認定
- 2002年6月：「社団法人情報通信技術委員会」に名称変更
- 2011年4月：一般社団法人に移行

## 事業
- 情報通信ネットワークに係る標準の作成
- 情報通信ネットワークに係る調査および研究
- 情報通信ネットワークに係る標準の普及